# Mašinska presa
Presa (nem. Presse < srednjevekovni lat. pressa, prema klasičnom latinskom pressus: stisnut) mašina je za pritiskanje, štampanje, probijanje, sečenje, kovanje i druge vrste obrade kod kojih se primenjuje velika sila na srazmerno maloj razdaljini. Namenjena je ponajpre za pritisno opterećivanje obrađivanog materijala ili njegovoj deformaciji pravolinijskim kretanjem malja ili drugog alata prema radnom stolu. Jednostavna drvena presa s navojnim vretenom od davnina je služila za ceđenje grožđa, uljarica i slično, a prve štamparske mašine takođe su bile jednostavne prese kojima se drvena ploča sa slovima pritiskala na papir. Za potrebe zanata i industrije razvijen je niz presa različitih po konstrukciji, nameni i pritisku. Prema načinu rada razlikuju se vretenasta, mehanička i hidraulična presa.
Presa je alatna mašina konstruisana za primenu vrlo velike snage za oblikovanje ili rezanje materijala. Prese se izrađuju u rasponu od malih ručnih do velikih industrijskih postrojenja. Odlikuje ih mirniji rad od batova, te zato mogu koristiti veće sile.

## Vrste presa
Prema načinu rada prese se dele na:
- vretenaste prese:

- vretenaste ručne prese,
- vretenaste tarne (frikcione) prese,
- vretenaste hidraulične prese,
- vretenaste električne prese,

- mehaničke prese:

- kolenaste prese,
- ekscentarske prese,

- hidraulične prese.

### Vretenasta presa
Vretenasta presa pretvara kružno kretanje zamajca u pravolinijsko kretanje malja uz pomoć navojnog vretena. Zamajac se pokreće ručnim, hidrauličnim ili električnim putem (kada je rotor elektromotora ujedno i zamajac). Na nekim presama zamajac se kreće u jednom, pa u drugome smeru, a kod drugih stalno se vrti (rotira) u istom smeru. Vretenasta presa može biti različitih veličina, od one male, s radnom moći od 1 do 10  i ritmom rada od 40 do 60 hodova u minutu, pa do velike, koja ostvaruje 6 000 do 10 000 kJ, uz 6 do 15 hodova u minuti.

#### Vretenasta ručna presa
Vretenasta ručna presa izrađuje se u portalnoj (most) i konzolnoj konstrukciji. Kolo prese se ručno zakreće i prenosi se okretni moment na navojno vreteno (obično prečnika 78 mm). Navojno vreteno je spojeno na gornju čeljust prese. Hod je 260 mm, površina pritiska 470 ˑ 230 mm, dok je pritisak do 28 tona. Izrazito veliki pritisak ručne prese ne zahteva jako temeljenje, nema prenosa, vibracija, jednostavne je konstrukcije, jednostavna je upotreba i održavanje.

#### Vretenasta tarna ili frikciona presa
Najčešći tip frikcione ili tarne prese ima tarni prenos s dva okomita tarna diska (tarenicu 1 i tarenicu 2) i jedan vodoravni gonjeni tarni disk (tarenicu 3). Tarenica 3 je na okomitom navojnom vretenu (viševojnom) s trapeznim navojem. Na drugom kraju vretena je čeljust (bat) prese. Pogonske tarenice 1 i 2 su na vodoravnom vretenu i dobivaju okretni moment od zamajca spojenog remenskim prigonom na remenicu elektromotora. Upravljački mehanizam omogućuje dodir samo jedne od pogonskih tarenica s gonjenom i time određuje pravac rotacije vretena. U kombinaciji tarenica 1 i tarenica 3, navojno vreteno se spušta i bat prese ima sve veću brzinu. Najveća je u trenutku dodira s otpreskom. Bat pritiska otpresak, ali se sila ne može povećavati, jer dolazi do proklizavanja između tarenica. Obrnuti slučaj je kontakt tarenice 2 i tarenice 3, kada se navojno vreteno podiže i odvaja bat od otpreska. Koriste se za presovanje u kalupima (ukovnjima) u toplom i hladnom stanju.

#### Vretenasta hidraulična presa
Kod frikcionih presa okretni moment tarenice zamajca se dobija tarnim prigonom s pogonskom tarenicom, koja je spojena remenom na elektromotor. Kod hidrauličnih vretenastih presa okretni moment zamajca dobija se iz rotacije hidrauličnog motora koji okreće zamajac tarenicom. Takođe postoje konstrukcije koje okreću zamajac pomoću mehanizma sa zupčastom letvom. Svojstva vretenastih presa su jednostavnost konstrukcije, bez delovanja na okolinu, lako se određuje ritam rada, bez specijalnih zahteva za temeljenjem, duga trajnost i lako održavanje (osim hidraulike), pogodne su za jednu centralnu gravuru, nisu pogodne za obradu malih predmeta u toplom stanju, jer su prespore, jako troše tarne površine.

#### Vretenasta električna presa
Vretenaste električne prese imaju elektromotorni pogon koji direktno tarenicom ili srednjim remenom pogoni zamajac.

### Mehanička presa
Mehanička presa pretvara kružno kretanje zamajca u pravolinijsko kretanje malja uz pomoć motornog mehanizma s ekscentarskim ili kolenastim vratilom, uz dodatak polužnog mehanizma ili mehanizma klina. Stoga se razlikuje ekscentarska presa (sa srazmerno kratkim hodom malja), kolenasta presa (s dužim putem malja), polužna presa i presa sa klinom. Ima najširu primenu u proizvodnom mašinstvu, a takođe se primenjuje u prehrambenoj industriji, industriji ambalaže i pakovanja, industriji lekova i drugde. Male mehaničke prese razvijaju silu do 1 000 kN, one najveće i do 160 000 kN; ritam rada je od 40 do 800 i više hodova u minuti, zavisno od namene i sile.

#### Mehanička kolenasta presa
Mehanička kolenasta presa se danas u masovnoj proizvodnji sve češće upotrebljava umesto bata. Rotaciono kretanje se iz elektromotora, reduktora i spojnice prenosi na kolenasto vratilo, koje ima jedno ili dva kolena. Na koleno je spojena ojnica (klipnjača), koja se kreće oscilaciono (oscilovanje), te pretvara rotaciju kolena u translaciju klizača u vodilicama prese. Na klizaču je bat kojim se presuje obrađivani materijal.

#### Mehanička ekscentarska presa
Elektromotor okreće zamajac na kojem je ekscentar (deo kolena kolenastog vratila), koji se koristi za pretvaranje kružnog kretanja u pravolinijsko (preko ojnice koja obavlja oscilacijsko ili vibrirajuće kretanje). Koriste se za sve vrste obrađivanog materijala (od najmanjih do najvećih) i obrade presovanjem u toplom i hladnom stanju, rade s velikom tačnošću i preciznošću, relativno su jednostavne konstrukcije i izrade, ali visoke produktivnosti i ekonomičnosti. Trajnost im je duga, jednostavne su za održavanje i lako se automatizuju. Nedostatak im je visoka cena i stručno posluživanje.

### Hidraulična presa
Hidraulična presa ili hidraulička presa je uređaj pomoću koga se mogu proizvesti vrlo velike sile pritiskanja, dizanja, probijanja, oblikovanja i slično. Sastoji se od dva međusobno spojena cilindra, ispunjena tečnošću. Hidraulična presa deluje na principu jednakog širenja pritiska na sve strane u tečnostima (Paskalov zakon). Pritisak u malom cilindru nastaje zbog kretanja malog klipa, koji se pomiče ručno preko poluge ili elektromotorom. Pritisak proizveden u malom cilindru prenosi se u veliki cilindar, gde deluje na veliki klip. Pritisci su u oba cilindra jednaki, ali zbog različitih veličina klipova sile su na klipovima i brzine pomicanja klipova različite. Sila koja podiže veliki klip onoliko je puta veća od sile kojom mali klip pritiskuje tečnost, koliko je površina preseka velikog klipa veća od površine preseka malog klipa. Brzine pomicanja klipova obrnuto su proporcionalne površinama klipova, to jest hod velikog klipa onoliko je puta manji od hoda malog klipa, koliko je odnos površine preseka klipova. Deo je hidraulične prese i spremnik tečnosti, iz kojeg pumpa (mali cilindar), preko nepovratnog ventila sisa tečnost za dizanje velikog klipa, u koji se tečnost vraća posebnim vodom kada se klip spušta. Kao radna tečnost danas se najčešće upotrebljava ulje ili emulzija ulja s vodom (hidraulični fluid). Male prenosne hidraulične prese služe kao dizalice za automobile, ali se izrađuju i za sile dizanja veće od 1 000 000 . Stabilne hidraulične prese služe kao dizalice (na primer u autoservisima) i kao prese u mnogim granama industrije. Hidraulične prese imaju svestranu primenu, ali im je nedostatak mala radna brzina.
Hidraulična presa razvija silu malja uz pomoć hidrauličnih cilindara i tečnosti pod pritiskom do 300 bara, koji se postiže uz pomoć klipne ili krilne pumpe (crpka). Gradi se za sile od 100 kN do 300 000 kN i više, a razvija najveću dopuštenu silu na celom putu malja. Nezaobilazna je u proizvodnji profila od aluminijumskih legura ispresavanjem (ekstruzijom), proizvoda iz bakrenih legura za vojne potrebe, pri izradi delova brodskoga trupa u brodogradnji i drugde. Hidraulične prese se koriste za slobodno kovanje većih i težih otkivaka, za kovanje u ukovnjima, za skidanje srha, te za radove s limovima (na primer savijanje limova). Iako prema vrsti kovanja postoje i konstruktivne raznolikosti među hidrauličnim presama, zajednička svojstva su im male i jednolike brzine kretanja alata, miran rad, nešto niža produktivnost od batova, te veća cena. Prese se koriste kod velikih otkivaka da se izbegnu veliki batovi, koji negativno utiču na okolinu, te za materijale lošije plastičnosti, koji ne podnose udarce i nagle promene oblika. Hidraulični motor je pretvarač mehaničke energije neke pogonske mašine (najčešće elektromotora) u energiju pritiska hidrauličnog fluida (mineralna ulja).
Prednosti hidrauličnog pogona su: u prenosu velikih sila (dok je postrojenje malih dimenzija), laka promena smera kretanja izvršnog člana (klipa ili hidromotora), laka i kontinuirana promena brzine pomoću prigušnica ili regulatora protoka, lagan i brz prelaz s malih na velike brzine (i obrnuto), lagani prelaz s rotacionog u translaciono kretanje, kontinuirana regulacija i lako ograničenje pritiska, tihi rad i jednostavna konstrukcija, u slučaju preopterećenja jednostavno isključivanje i zaustavljanje, lagana automatizacija sistema. Zbog ovih prednosti hidraulike, korištenje hidrauličnih presa je više nego opravdana.

## Istorija
Primena vijka se javlja u 3. veku p. n. e. Jedna od prvih primena, a možda i prva, je naprava za podizanje vode poznata kao Arhimedov vijak, korišten za dizanje vode iz kanala ili za izbacivanje vode iz broda. Bez obzira na to prihvata li se tradiciju da je sam Arhimed odgovoran za taj izum ili da je poboljšao vijak koji je već bio u upotrebi u drevnom Egiptu i Mesopotamiji ili nešto treće, treba naglasiti da vijak, daleko više od bilo koje druge jednostavne mašine, zavisi od razrade i primene matematičke konstrukcije. 
Druga važna primena vijka je presa s vijkom. Najjednostavnija presa za ulje ili vino sastojala se od poluge ili grede koja je direktno pritiskana. Ta je naprava najpre izmenjena pomoću različitih mehanizama, poput konopca koji prelazi preko valjka, ili vijka, da bi se pojačao pritisak na kraj poluge. Tada dolazi na red presa s vijkom u pravom smislu, u kojem se ne pritiska posredno na kraj grede, već direktno na vrh same prese pomoću vijka ili para vijaka. Plinije Stariji, pišući oko 75. godine, kaže da je takva presa uvedena već pre 22 godine, premda na neke vrste presa s vijkom upućuje već Vitruvije oko 25. p. n. e. Detaljni prikaz prese s dva vijka je dao Heron (O mehanici), koji je koristio vijak u mnogim svojim napravama i koji je prvi opisao napravu za narezivanje vijaka.

## Literatura
- Brian S. Elliott (2006). Compressed Air Operations Manual. ISBN 978-0-07-147526-6.. McGraw Hill Book Company. .
- Heeresh Mistry (2013). Fundamentals of Pneumatic Engineering. ISBN 978-1-4937-2758-2.. Create Space e-Publication.
- Benson, Steve D (1997). Press Brake Technology: A Guide to Precision Sheet Metal Bending. ISBN 978-0-87263-483-1.. Society of Manufacturing Engineers.
- Todd, Robert H.; Allen, Dell K.; Alting, Leo (1994), Manufacturing Processes Reference Guide, Industrial Press Inc., ISBN 978-0-8311-3049-7
- Parker, Dana T. Building Victory: Aircraft Manufacturing in the Los Angeles Area in World War II,. стр. 87. ISBN 978-0-9897906-0-4. .Cypress, CA, 2013. .
- Carlisle, Rodney (2004), Scientific American Inventions and Discoveries, ISBN 0-471-24410-4, p. 266. John Wiley & Sons, Inc., New Jersey.
- Hydraulic Press Demo (на језику: енглески), Архивирано из оригинала 30. 09. 2023. г., Приступљено 2019-09-16
- „Advantages of Hydraulic Presses”. MetalFormingFacts.com. The Lubrizol Corporation. 4. 2. 2013. Архивирано из оригинала 20. 10. 2013. г. Приступљено 23. 8. 2013.
- Nakagawa, Takeo; Nakamura, Kazubiko; Amino, Hiroyuki (1997-11-01). „Various applications of hydraulic counter-pressure deep drawing”. Journal of Materials Processing Technology. 71 (1): 160—167. ISSN 0924-0136. doi:10.1016/S0924-0136(97)00163-5.
- „How It Works With The Hydraulic Press”. www.hydraulicmania.com. Архивирано из оригинала 2019-09-24. г. Приступљено 2019-09-16.

## Dodatna literatura
- „Metal forming handbook”.

## Spoljašnje veze
- -author= -